# Teun Peters
Teun Peters (Wanssum, 8 december 1993) is een Nederlandse youtuber, cameraman en acteur.
Peters volgde, na het behalen van zijn havodiploma op het Karel de Grote College, de opleiding Audiovisuele Media op de Hogeschool voor de Kunsten Utrecht. Hij kreeg bekendheid als de cameraman van het Youtubekanaal van Dylan Haegens. In 2018 speelde hij een hoofdrol in de speelfilm De Film van Dylan Haegens. Peters heeft ook een eigen YouTubekanaal.
Naast camerawerk en acteerwerk geeft Peters ook lezingen en workshops over mediawijsheid.